# Бересневич (герб)
Бересневич (Березневич, Берешневич) — шляхетний герб часів Речі Посполитої, що використовувався низкою шляхетських родів в Польщі, Україні, Білорусі, Литві. 
Варіація шляхетського герба Костеша.

## Опис герба
Опис за класичними правилами блазонування:
У червоному полі розташована біла рогачка (стріла з рогатиною знизу), що перетинається по діагоналі зліва направо. В клейноді лицарський шолом з короною та трьома страусовими пір’їнами.

## Історія
З першої половини XVII століття герб згадується як той, що належить мінському ловчему Єжи Бересневичу (Jerzym Bereśniewiczu).
Гербом користувались шляхетські роди часів Речі Посполитої: Бересневичі - Березневичі.